# Guerra civile di El Salvador
La guerra civile di El Salvador è stato un conflitto armato combattuto tra l'esercito salvadoregno e le forze ribelli del Fronte Farabundo Martí per la Liberazione Nazionale (FMLN). Trattandosi di una guerra civile non vi è mai stato un inizio formale del conflitto, ma si è soliti ritenere che esso si sia svolto tra il 15 ottobre 1979, giorno in cui si verificò il colpo di Stato militare seguito da una violenta repressione nei confronti delle proteste anti-golpe, e il 16 gennaio 1992, quando vennero firmati gli Accordi di pace di Chapultepec che permisero la smobilitazione delle forze ribelli e la loro integrazione nella vita politica del paese; il paese visse, in ogni caso, un periodo di acuta crisi politica e sociale sin dagli anni '70.
Il numero di vittime di questa guerra civile è stato stimato in circa 75 000 morti e circa 8 000 dispersi. Le violazioni dei più basilari diritti umani (in particolare rapimenti, tortura e omicidi di sospetti simpatizzanti del FMLN) da parte delle forze governative furono diffusi e profondi.
Il governo militare del Salvador venne considerato un alleato degli Stati Uniti d'America nel contesto della guerra fredda. Le amministrazioni Carter e Reagan fornirono in aiuti economici dagli 1 ai 2 milioni di dollari al giorno al governo militare salvadoregno. Gli Stati Uniti d'America fornirono, inoltre, equipaggiamento militare e addestratori alle forze armate salvadoregne. Venne riportato che dal 1983 ufficiali americani lavorarono con l'Alto Comando Salvadoregno e presero importanti decisioni tattiche e strategiche.
Le operazioni di contro-guerriglia messe in atto dal governo colpirono spesso i civili, secondo i rapporti della Commissione per la verità istituita dall'ONU, gli squadroni della morte filo-governativi e l'esercito salvadoregno sarebbero stati responsabili dell'85% degli atti di violenza durante la guerra civile e la guerriglia FMLN del 5%.. La ricerca delle responsabilità per questi atti di violenza è stata impedita da un'amnistia approvata con legge nel 1993. Nel 2016 la Corte Suprema del Salvador ha stabilito che questa legge è anticostituzionale e il governo dovrebbe processare i sospetti dei crimini commessi durante la guerra civile.
In precedenza, El Salvador era già stato teatro di una guerra civile, tra il 1826 e il 1829, quando faceva parte della Repubblica Federale del Centro America.

## Contesto
Il contesto del Salvador è stato, storicamente, caratterizzato da forti disuguaglianze socio-economiche. Verso al fine del diciannovesimo secolo il caffè divenne la risorsa più importante dello Stato, rappresentando il 95% del reddito. Tale risorsa era gestita da appena il 2% della popolazione e questo contribuì ad aumentare le divisioni tra una piccola ma potente elite di proprietari terrieri e una maggioranza sempre più povera.

## Il conflitto

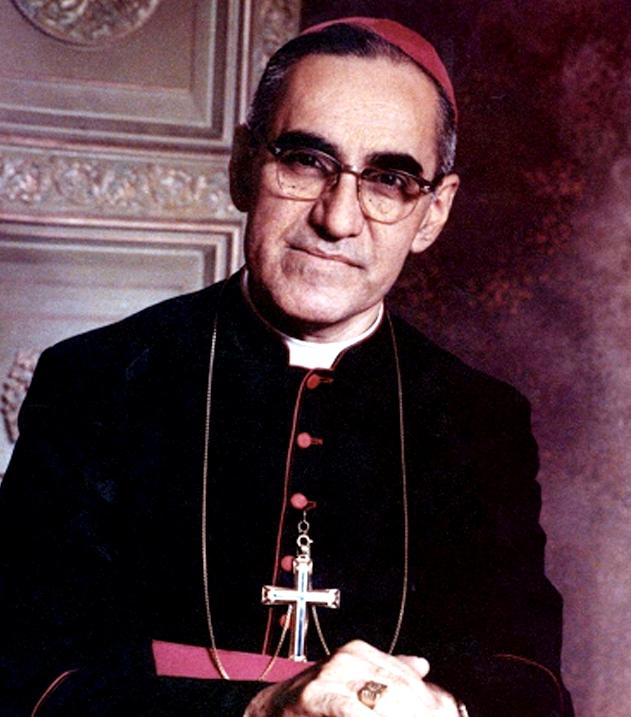
Monsignor Óscar Romero, arcivescovo di San Salvador. Il suo assassinio è considerato l'inizio simbolico della guerra civile.

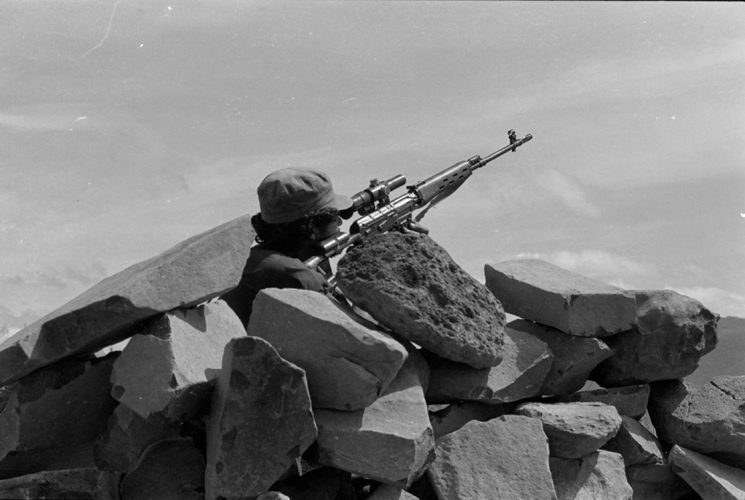
Combattimenti a Perquín, nell'Est della nazione, nel marzo 1985. La regione orientale di El Salvador fu quella più insanguinata dalla guerra civile.

Per tutti gli anni '70 vi erano state forti tensioni tra il governo di destra, fedele agli Stati Uniti d'America, e l'opposizione di sinistra, che invece guardava all'Unione Sovietica e al sistema comunista da essa rappresentato. Il 15 ottobre 1979 il presidente Carlos Humberto Romero venne destituito da un colpo di Stato che impose al paese una giunta militare, detta Giunta Rivoluzionaria di Governo.
Il 24 marzo 1980, l'arcivescovo di San Salvador, monsignor Óscar Romero, venne assassinato da Marino Samayor Acosta, sicario agli ordini del maggiore Roberto D'Aubuisson, durante la celebrazione di una messa. Questo episodio è considerato da alcuni l'inizio della guerra civile, in alternativa al colpo di Stato del 1979.
La sinistra, organizzata in un gruppo che si proponeva di raccogliere l'eredità politica di Farabundo Martí, il cosiddetto Fronte Farabundo Martí per la Liberazione Nazionale (FMLN), guidato da Schafik Hándal, Salvador Cayetano Carpio e Joaquín Villalobos, traeva sostegno tra le organizzazioni contadine delle aree rurali e tra settori dei lavoratori urbani. Con il progredire del conflitto, i guerriglieri del FMLN ottennero il sostegno indiretto di Cuba e il pieno sostegno, anche militare, del regime sandinista del Nicaragua. Dal punto di vista diplomatico, i governi di Messico, Venezuela e Francia riconobbero il FMLN come forza belligerante legittima.
Il governo, da parte sua, mobilitò l'esercito e la polizia per combattere l'insurrezione. Con il sostegno del governo degli Stati Uniti, vennero istituite forze speciali, i Battaglioni di Fanteria a Reazione Immediata (BIRI). Da Washington arrivarono inoltre aiuti sotto forma di armi, munizioni e mezzi militari. Lo stesso presidente Ronald Reagan dichiarò, insediandosi nel gennaio 1981, che il FMLN rappresentava una minaccia di espansione sovietica in America Latina, ed andava pertanto sconfitto ad ogni costo.
Nel frattempo, gruppi militari e di polizia fuorilegge, con il sostegno di uomini d'affari e proprietari terrieri, diedero vita ai cosiddetti squadroni della morte, finalizzati a spargere terrore nelle aree rurali e povere, dove l'FMLN godeva di maggior sostegno popolare.
In due occasioni (nel 1981 e nel 1989), l'FMLN cercò di conquistare la capitale, San Salvador, senza riuscirvi. L'ultima di queste offensive però portò i guerriglieri a pochi isolati dal palazzo presidenziale, prima di venire fermati, ed ebbe importanti risvolti politici che portarono a un cessate il fuoco negoziato.

## La pace

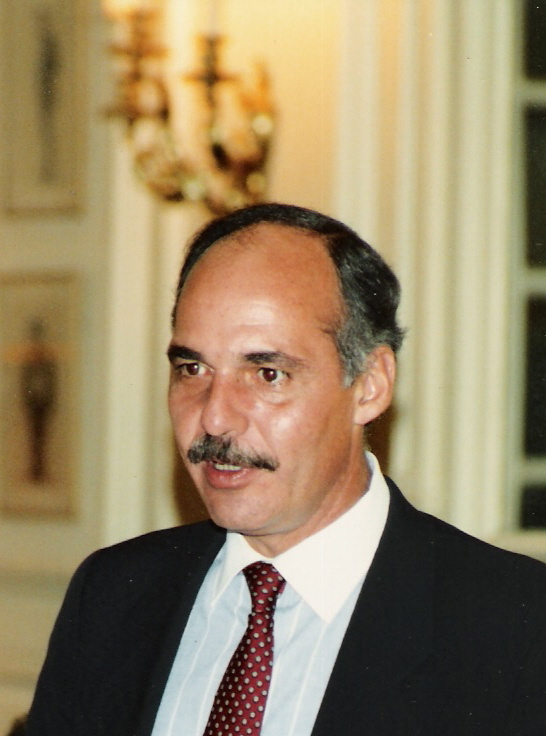
Alfredo Cristiani, il presidente che concluse gli accordi di pace di Chapultepec.

Firma degli accordi di Chapultepec.

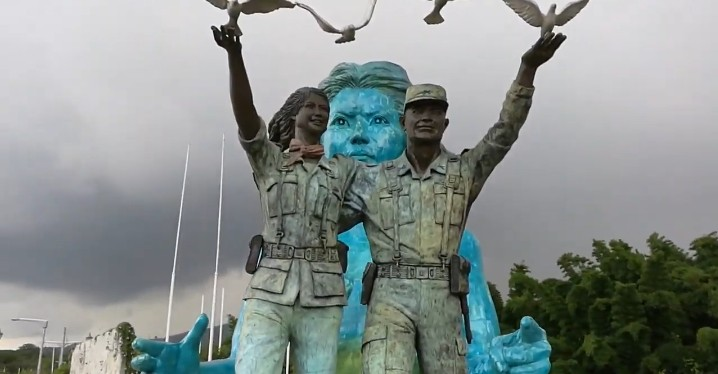
Monumento alla Conciliazione a San Salvador.

Dopo l'offensiva dell'FMLN del 1989 il presidente della repubblica Alfredo Cristiani accettò la mediazione dell'ONU per porre fine alla guerra civile. Dopo intensi negoziati, le Nazioni Unite elaborarono un piano, da realizzare in più fasi, in base al quale:
- I ribelli avrebbero dovuto distruggere le loro armi e indicare la posizione di tutti i loro arsenali e munizioni. Si sarebbero inoltre impegnati a smobilitarsi e a consentire il passaggio delle autorità e della polizia nelle aree da loro controllate.
- Il governo avrebbe dovuto, dal canto suo, smobilitare l'esercito, la polizia e smantellare gli squadroni della morte.

Alla fine del 1991 le Nazioni Unite presero atto che entrambe le parti avevano tenuto fede ai rispettivi impegni. Governo e ribelli vennero dunque convocati per la firma degli accordi di pace di Chapultepec, avvenuta il 16 gennaio del 1992 al Castello di Chapultepec, Città del Messico, Messico.
Anche dopo la firma della pace l'ONU mantenne a El Salvador una missione, l'ONUSAL, che rimase nel paese a monitorare la situazione fino al 1995.

## Conseguenze

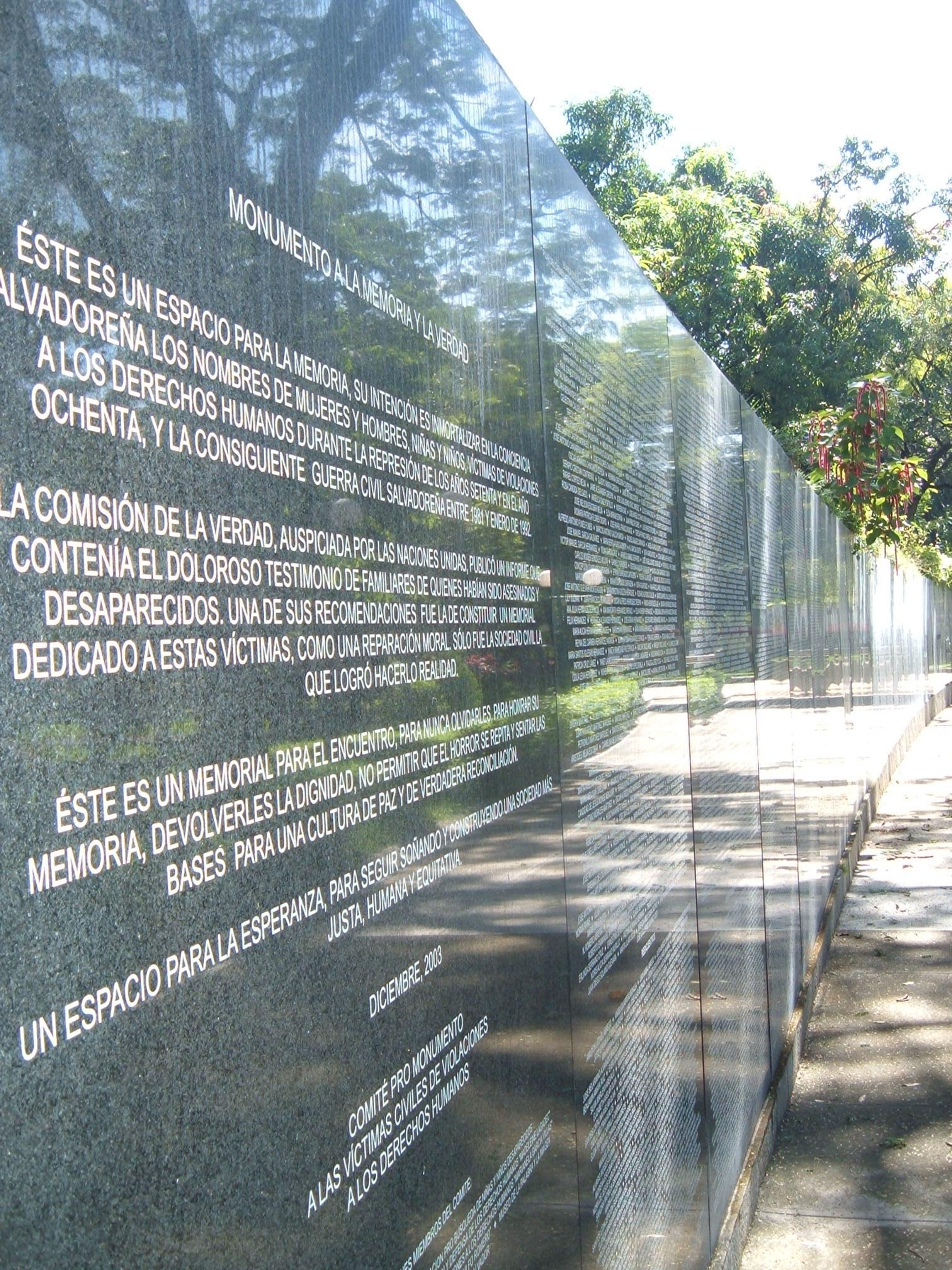
Monumento alla Memoria e alla Verità, dedicato alle vittime di violazioni dei diritti umani nel periodo della guerra civile.

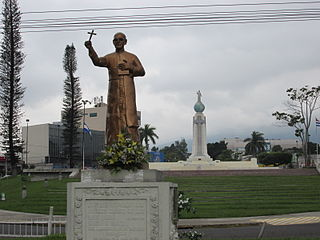
Monumento a monsignor Romero in Plaza Salvador del Mundo, San Salvador.

Si stima che la guerra civile abbia causato circa 75 000 morti, per lo più civili. Se si tiene conto del fatto che negli anni '80 la popolazione di El Salvador era di circa 4,5 milioni di abitanti, ciò significa che quasi il 2% della popolazione ha perso la vita nel conflitto. Decine di migliaia di persone sono rimaste ferite da armi da fuoco, esplosioni, mine antiuomo, e di questi molti hanno riportato mutilazioni che le hanno rese inabili in modo permanente. Altre migliaia di persone hanno riportato gravi conseguenze psicologiche, se si considerano le violenze sessuali a cui sono state sottoposte innumerevoli donne e le torture e le vessazioni subite da altrettanti uomini. Numerosi bambini sono rimasti orfani di padre, madre o entrambi.
I danni materiali furono ingenti. Ponti, strade, torri di trasmissione elettriche, furono distrutti o gravemente danneggiati; la fuga di capitali e il ritiro dal paese o la chiusura di innumerevoli compagnie causarono il ristagno dell'economia salvadoregna per oltre un decennio. La ricostruzione delle infrastrutture è tuttora in corso.
Anche da un punto di vista sociale il costo della guerra è stato molto elevato. La smobilitazione degli ex combattenti e il loro reinserimento nella vita civile è avvenuto con non poche difficoltà. A guerra conclusa, migliaia di armi da fuoco sono rimaste nelle mani della popolazione civile, il che ha portato alla nascita di bande dette maras, dedite al crimine e al traffico di droga, fatto che ha reso El Salvador uno dei paesi più violenti (in assenza di guerra) al mondo. Inoltre, circa 500 000 salvadoregni sono stati costretti a lasciare il paese. La maggioranza si è stabilita in California, dove gli emigranti e i loro discendenti sono diventati un'importante forza economico-lavorativa e le rimesse inviate alle loro famiglie in El Salvador sono diventate uno dei principali motori dell'economia nazionale.
Dal punto di vista politico, il paese è uscito democratizzato dalla guerra civile. Dalla fine del conflitto ad oggi, tutte le elezioni tenute a El Salvador sono state attentamente monitorate dalle Nazioni Unite e da altre organizzazioni internazionali, al fine di garantirne la trasparenza. Nonostante tutto, la guerra ha lasciato una netta polarizzazione politica e forti rancori nella società salvadoregna.